# Lacey (nome)
Lacey  è un nome proprio di persona inglese maschile e femminile.

## Origine e diffusione
Il nome deriverebbe da un cognome che è una variante di Lacy, antroponimo a sua volta derivato da quello di una città della Normandia, Lassy (toponimo che deriverebbe dal prenome Lascius).
Secondo un'altra ipotesi, questo prenome significherebbe "gioioso".
Il nome è diffuso prevalentemente al femminile.

## Onomastico
Il nome è adespota, cioè non è portato da alcun santo. Si può festeggiarne l'onomastico il 1º novembre, giorno di Ognissanti.

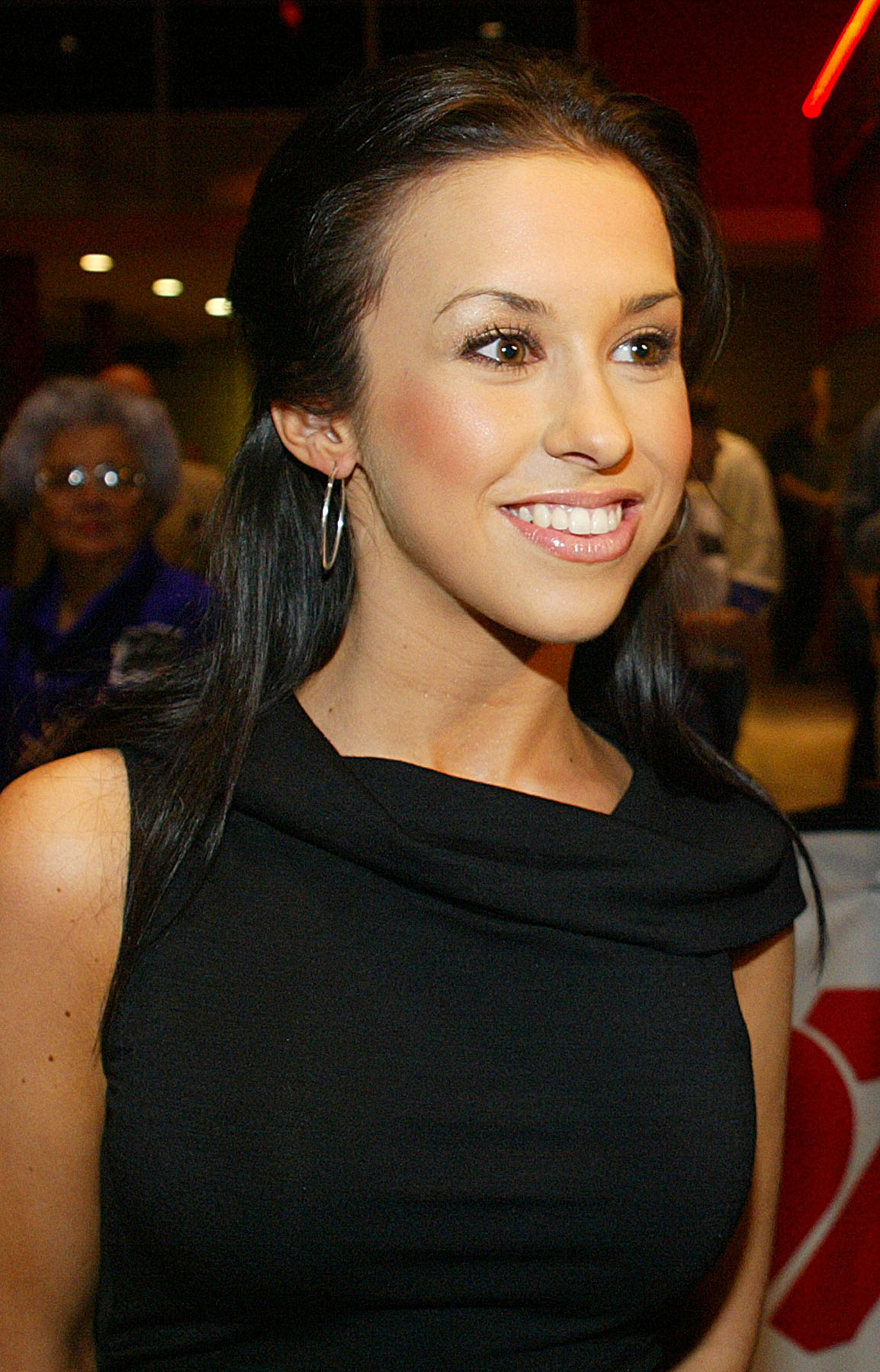
Lacey Chabert

## Persone

### Maschile
- Lacey Hearn, mezzofondista statunitense

### Femminile
- Lacey Chabert, attrice, doppiatrice e modella statunitense
- Lacey Duvalle, attrice pornografica statunitense
- Lacey Evans, ring name di Macey Estrella, wrestler statunitense
- Lacey Sturm, cantante statunitense
- Lacey Turner, attrice britannica
- Lacey Von Erich, wrestler statunitense